# Tegula panamensis
Tegula panamensis is een slakkensoort uit de familie van de Tegulidae. De wetenschappelijke naam van de soort is voor het eerst geldig gepubliceerd in 1849 door Philippi.